# 긴코쥐캥거루
긴코쥐캥거루(Potorous tridactylus)는 오스트레일리아에 서식하는 쥐캥거루의 일종이다. 쥐캥거루과에 속하는 작은 유대류이다. 아종은 오스트레일리아 대륙의 P. t. tridactylus와 태즈메이니아의 P. t. apicalis로 2종으로 이루어져 있으며, "아피칼리스"(P. t. apicalis)의 털은 "트리닥틸루스"(P. t. tridactylus)보다 연한 색을 띠는 경향을 보인다.